# 凯尔切利盖特
凯尔切利盖特，是匈牙利绍莫吉州所辖的一个村。总面积19.47平方公里，总人口381，人口密度19.6人/平方公里（2011年1月1日）。